# Appias lalage
Appias lalage is een vlinder uit de onderfamilie Pierinae van de familie van de Pieridae (witjes).
De wetenschappelijke naam van de soort werd in 1842 gepubliceerd door Edward Doubleday.